# Chalaronne
Die Chalaronne ist ein Fluss in Frankreich, der im Département Ain in der Region Auvergne-Rhône-Alpes verläuft. Sie entspringt im Seengebiet der Dombes, im Gemeindegebiet von Lapeyrouse, entwässert anfangs in östlicher Richtung, dreht dann auf Nord und Nordwest und mündet nach rund 52 Kilometern unterhalb von Thoissey als linker Nebenfluss in die Saône. Im 15. Jahrhundert wurden 5,5 km bis zur Mündung als Kanal ausgebaut, um Mühlen zu betreiben. Heute bietet der Kanal einen Hafen für kleine Touristenboote. Die  barrage de Tallard (Stauwehr von Tallard) staut einen kleinen See zu seiner Wasserversorgung.

## Orte am Fluss

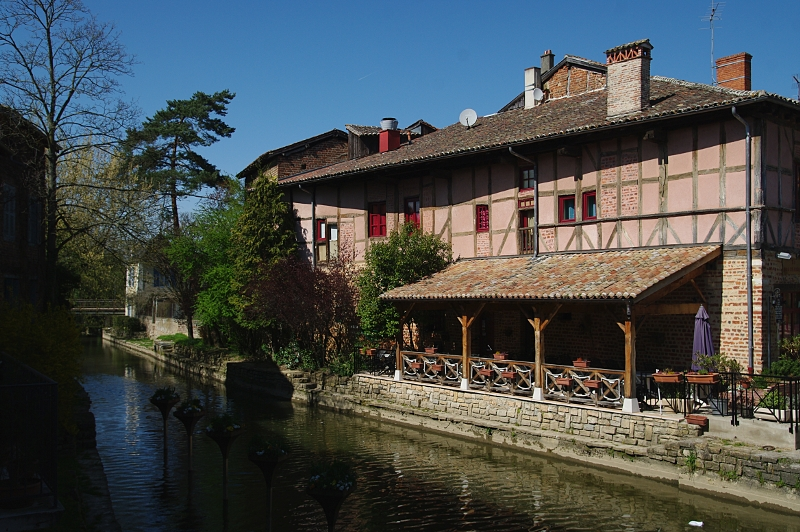
Die Chalaronne in Châtillon-sur-Chalaronne

- Villars-les-Dombes
- La Chapelle-du-Châtelard
- Châtillon-sur-Chalaronne
- Dompierre-sur-Chalaronne
- Saint-Étienne-sur-Chalaronne
- Saint-Didier-sur-Chalaronne
- Thoissey